# Kazimierz Rembowski
Kazimierz Rembowski herbu własnego (ur. prawdopodobnie w 1650) – ławnik tczewski w latach 1677–1691.
Poseł sejmiku stargardzkiego na sejm 1681 roku.